# Cergy
 Cergy  es una población y comuna francesa, en la región de Isla de Francia, departamento de Valle del Oise, en el distrito de Pontoise y que forma parte de la Mancomunidad de Cergy-Pontoise. Es el chef-lieu de dos cantones (Cergy-Nord y Cergy-Sud) así como la prefectura del departamento.

## Demografía
| 1 045 | 1 084 | 1 069 | 987 | 970 | 1 000 | 956 | 963 | 922 | 933 | 953 | 926 | 897 | 869 | 889 | 897 | 902 | 885 | 942 | 933 | 963 | 1 060 | 1 118 | 1 106 | 1 138 | 1 447 | 2 455 | 2 895 | 8 896 | 19 357 | 48 226 | 54 781 | 57 600 |
| Para los censos de 1962 a 1999 la población legal corresponde a la población sin duplicidades (Fuente: INSEE [Consultar]) |       |       |     |     |       |     |     |     |     |     |     |     |     |     |     |     |     |     |     |     |       |       |       |       |       |       |       |       |        |        |        |        |